# نظریه ام
بعد از انقلاب دوم ابرریسمان نظریّه-م به عنوان نامزد اصلی نظریّهٔ (هنوز ناشناختهٔ) همه‌چیز شناخته شده‌است. این نظریه میان مدل استاندارد و نظریهٔ گرانش نسبیت عام آشتی ایجاد می‌کند. (که البته این بخش از نقاط مختلف مورد توافق و اختلاف است) هیچ‌کس هنوز نظریه-م را کامل نمی‌فهمد و نتوانسته‌است فرمول‌بندی کند. نظریه-م، در صورتی که با موفقیت فرمول‌بندی شود، پنج نظریهٔ موجود ابرریسمان و همچنین نظریهٔ کلاسیک ۱۱بعدی ابرگرانش را در یک فرمول کلی ادغام خواهد کرد. چنان‌که در مقالهٔ نظریه ریسمان مطرح شده‌است پنج نظریهٔ ریسمان با تعدادی روابط همزادی و حدها به هم مربوط‌اند.
فعلاً به نظریه-م به چند گونه می‌توان اندیشید.
- می‌توان نظریه-م را نسخهٔ کوانتیده شدهٔ نظریهٔ ۱۱بعدی ابرگرانش دانست.
- می‌توان آن را به عنوان حد اتصال قوی نظریهٔ ریسمان IIA در نظر گرفت. به بیان دقیق‌تر حد اتصال ضعیف نظریه-م هنگامی که بعد ۱۱ می‌شود (با توپولوژی S۱) حاصل نظریهٔ ۱۰بعدی IIA ریسمان خواهد بود. هرچقدر اتصال کوچک‌تر باشد شعاع دایره (یک بعد فشرده شده) کوچک‌تر خواهد بود.
- می‌توان آن را حد اتصال قوی نظریهٔ ریسمان HE دانست. این بار بعد ۱۱ام به جای دایره پاره‌خط است و هرچه اتصال قویتر شود اندازهٔ آن کوچک‌تر می‌گردد.

نظریه-م حاوی دو نوع شیء ممدودشده (گسترده) است. ابرپوسته (۲-وسته) و ۵-وسته. پ-وسته‌های نظریه-م (که مقدار پ بیانگر تعداد ابعاد است) با دپ-وسته‌های نظریهٔ ریسمان مربوط‌اند. برای مثال یک ۲-وسته اگر دور بعد یازدهم بپیجد به صورت یک ریسمان در نظریهٔ ریسمان نوع IIA در نظر گفته می‌شود و اگر دور بعد یازدهم نپیجد به صورت یک د۲-وسته.
از نظریه‌هایی که به عنوان نامزدی که توانسته‌اند نظریه-م را به‌طور دقیق در بعضی حالات توصیف کنند می‌توان نظریهٔ ماتریس را نام برد. نظریه m بدون پارامتر است.